# Epidemie skvrnitého tyfu v Terezíně 1945

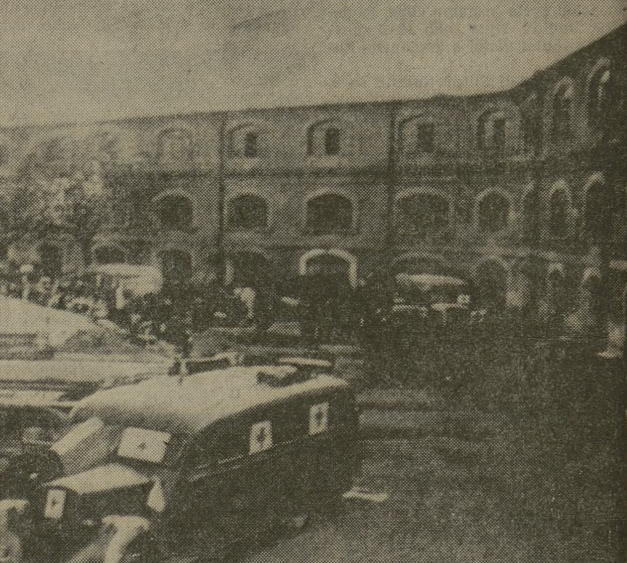
Sanitní auta za karantény v terezínském ghettu počátkem května 1945

Epidemie skvrnitého tyfu v Terezíně byla epidemie bakteriálního onemocnění skvrnitého tyfu v Malé pevnosti v koncentračním táboře-pevnostním městě Terezín během závěru dubna a v průběhu května roku 1945, vypuknuvší krátce před koncem druhé světové války a osvobozením Československa. Nemoc, náchylná k šíření právě ve vězeních, se rozšířila především mezi někdejšími židovskými vězni, kteří zde byli během války zadržováni, či byli do Terezína evakuováni z jiných koncentračních táborů, především z důvodů velmi špatné hygieny a zanedbané péče o vězně. Úmrtnost byla i při tehdejší usilovné lékařské péči československých zdravotníků vinou poválečné situace s nedostatkem lékařského materiálu, léčiv a personálu poměrně značná. Nakažených bylo přes dva tisíce, celkový odhad počtu zemřelých sahá od několika set k 1 500 obětem, včetně zasahujících zdravotníků.

## Průběh

### Koncentrační tábor Terezín

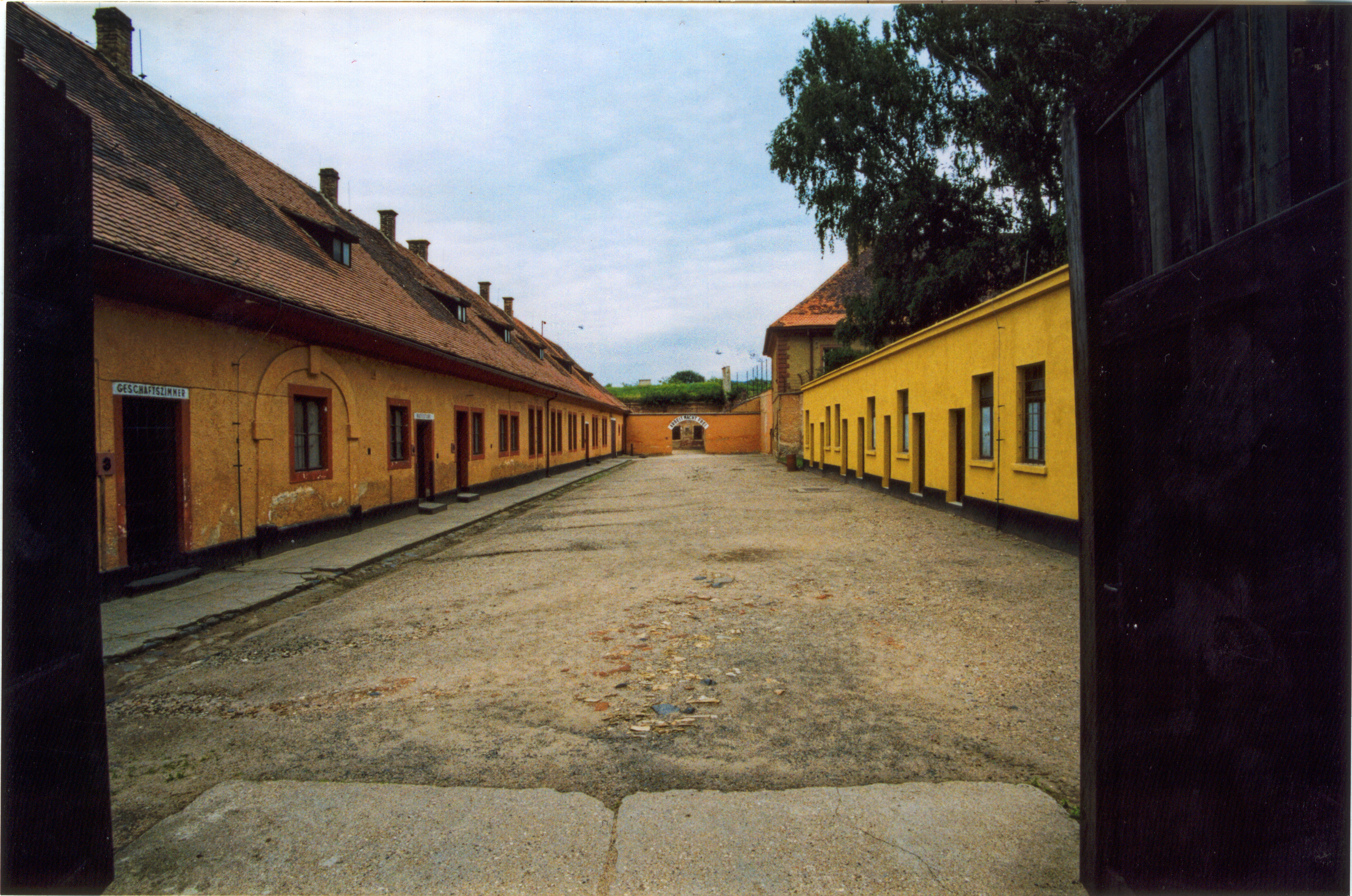
Areál Malé pevnosti v Terezíně

Klasicistní pevnostní město Terezín nedaleko Litoměřic bylo po vzniku Protektorátu Čechy a Morava postupně přetvořeno na koncentrační tábor, sloužící především jako transportní tábor k deportacím osob židovského původu do vyhlazovacích táborů v rámci procesu holokaustu. Zdejší terezínská Malá pevnost pak sloužila věznice pražského gestapa. S koncem dubna 1945 evakuovala německá armáda vězně z táborů dobytých Rudou armádou. Z původního počtu 17 a půl tisíce internovaných tak počet vězněných v Terezíně dosáhl počtu přes 30 tisíc lidí, především Židů z Polska a Maďarska, z toho přes 3 tisíce jen v Malé pevnosti. Ti do Terezína často přijížděli ve velmi špatném zdravotním stavu a nakažení nemocemi, což zhoršovalo zdravotnickou situaci v táboře.

### Šíření nemoci

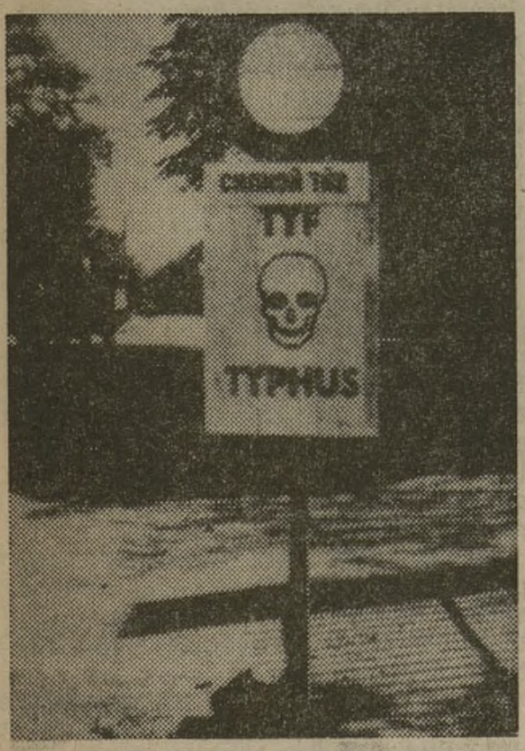
Varovná cedule u vjezdu do Terezína

První případ nákazy skvrnitým tyfem byl lékaři, většinou židovskými vězni sloužícími v terezínském lazaretu, zaregistrován 24. dubna. Velitel tábora Heinrich Jöckel i přes varování táborových lékařů a přímý rozkaz svých nadřízených odmítl v táboře podniknout opatření proti šíření nemoci. O nákaze bylo tak se zpožděním informováno v Praze. 2. května převzal nad táborem kontrolu Mezinárodní červený kříž a 4. května přijela do Terezína první skupina československých lékařů v rámci tzv. České pomocné akce, aby místnímu zdravotnickému personálu pomohla. 8. května byl Terezín osvobozen Rudou armádou (většina německých dozorců tábor před jejich příchodem opustila a pokusila se dostat do zajetí americkou armádou) a svěřen pod velení majora Kuzmina. Příslušníci zdravotnického servisu Rudé armády se rovněž zapojili do boje s nemocí.
Postupně vzniklo v Terezíně pět polních nemocnic, kde pracovalo přes 50 lékařů, židovského, českého či sovětského původu a přes 30 zdravotních sester, především studentek posledního ročníku pražské České ošetřovatelské školy (pražské nemocnice byly navíc vytíženy po skončeném Pražském povstání). Sestry navíc nebyly řádně proškoleny a nebyly očkovány. Jako dobrovolnice zde pomáhala též herečka Nataša Gollová, která posléze tyfus prodělala. Po jistou dobu byla pak v Terezíně vyhlášena patnáctidenní karanténa.
Na potírání epidemie se podíleli mj. českoslovenští lékaři Karel Raška, Zdeněk Kunc, František Patočka, stejně jako zde věznění lékaři, např. Jiří Syllaba. Zásadní roli sehrál rovněž protestantsky orientovaný kazatel, radikální pacifista a sociální pracovník Přemysl Pitter, tehdy nově jmenovaný člen sociální komise České národní rady. Byl organizátorem Akce Zámky (1945–1947), kdy ve státem zkonfiskovaných zámcích Štiřín, Olešovice, Kamenice a Lojovice a penzionu Ládví zřídil ozdravovny, kde se zotavovaly židovské děti po návratu z koncentračních táborů, mj. aby je uchránil terezínské tyfové nákaze. Zahrnul do svého úsilí i německé děti, které z těchto táborů odvážel, což mu vyneslo značné potíže, nenávist ze strany řady Čechů, vyloučení ze sociálně-zdravotní komise a dokonce obvinění ze strany ředitelství národní bezpečnosti. Významně se o zvládnutí nákazy zasloužil též Jiří Fragner, farmaceut a majitel farmaceutické firmy B. Fragner (pozdější Zentiva).
Tyfovou nákazu zde v dětství prodělali také např. pozdější česká hudebnice Zuzana Růžičková či historik Toman Brod, oba jako bývalí židovští vězni.

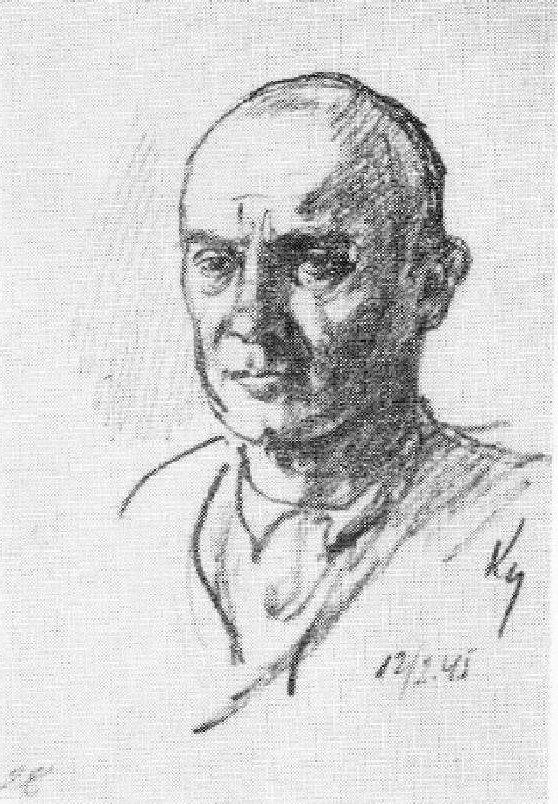
Vojtěch Zajíček, vězeň v Terezíně, oběť tyfové nákazy (kresba spoluvězně malíře Josefa Kyliese)

### Odeznění epidemie
Zejména díky mimořádnému vypětí zúčastněných zdravotníků se podařilo epidemii v průběhu května 1945 dostat pod kontrolu, do konce měsíce byla tak pevnost povětšinou vyklizena a bývalí vězni byli dopraveni do svých domovských lokací. Část nemocnice ale zůstala pro rekonvalescenci pacientů v provozu. Celkový odhad počtu obětí epidemie sahá k 1 500 zemřelých.
Studentky České ošetřovatelské školy pak na konci školního roku stačily úspěšně složit závěrečné zkoušky pro výkon řádných zdravotních sester.

## Osobnosti zemřelé následkem epidemie
- František Bidlo – karikaturista (9. května v Praze)
- František Bláha – voják a příslušník odbojové organizace Obrana Národa (9. května v Terezíně)
- Alois Bučánek – československý legionář a sochař (9. května v Terezíně)
- Robert Desnos – francouzský surrealista a básník (8. června v Terezíně)
- Mojmír Eliáš – právník a odbojář, syn T. E. Tisovského (5. června v Praze)
- Ludmila Fajcová – zdravotní sestra (21. května v Terezíně)
- Vladimír Helfert – hudebník (18. května v Praze)
- Božena Jandlová – zdravotní sestra (17. června v Terezíně)
- Jaroslav Kučera – poslanec Národního shromáždění (17. června v Prostějově)
- Jan Voženílek – četník a odbojář (10. srpna v Praze)
- Vojtěch Zajíček – československý legionář a odbojář z Klatov

## V kultuře
Podrobně se touto tyfovou epidemií zaobírá životopisný český film z roku 1986 Jsi krásná, který popsal nasazení studentek střední zdravotnické školy z Prahy na pomoc nakaženým vězňům v Terezíně. Dívky obdržely maturitní vysvědčení přímo v ghettu, kde znamenitě zvládly psychicky i fyzicky nesmírně náročnou službu. Postava Boženy ztvárňuje skutečnou sestru Boženu Jandlovou, která se již do Prahy nevrátila a zemřela v Terezíně na tyfus.
Epidemie tyfu v Terezíně je okrajově zobrazena v závěru prvního dílu trilogie Zahradnictví (Zahradnictví: Rodinný přítel) natočeném roku 2017 tvůrčí dvojice režiséra Jana Hřebejka a scenáristy Petra Jarchovského. Postava MUDr. Jiřího Erbena, jedné z hlavních figur snímku, odjíždí na konci války do Malé pevnosti, aby se zapojil do boje s tyfovou nákazou. Na konci příběhu je pak uvedeno, že během své služby tyfu podlehl. MUDr. Erbena ve filmu ztvárnil herec Ondřej Sokol.